# Ctenichneumon nitens
Ctenichneumon nitens là một loài tò vò trong họ Ichneumonidae.